# Агафірс
Агафі́рс (грец. Ἀγάθυρσος; або Агатирс) — старший син Геракла і змієхвостої діви, автохтонної богині Гілеї (хоча деякі автори вважали, що його матір'ю була Єхидна). Брат Гелона і Скита (Скіфа). 
Під час свого десятого подвигу на службі у Еврістея, Геракл втратив стадо Геріона, і, шукаючи його, прибув у лісисту місцевість Ілея на північ від Чорного моря, згідно з Геродотом. Поки він спав, у нього зник кінь. Він виявив, що королева, яка правила цією землею, чия нижня частина тіла була змієподібною, заволоділа конем. Вона погодилась повернути йому за умови, що він розділить з нею ліжко. Геракл погодився і від нього в Гілеї народилось троє синів: Агатирс, Гелона і Скит.
Коли Геракл отримав назад своїх коней, він залишив їй лук і пас, і  дав вказівку жінці-змії, щоб їхні три сини, коли досягнуть повноліття, натягнули лук і підперезалися пасом. Той, хто зможе це зробити, залишиться мешкати в цій в країні, а ті, хто виконає завдання, слід вислати. Коли настав час для синів випробувати себе, лише наймолодший, Скит, зміг виконати потрібне, тому йому було дозволено залишитися в країні та став правителем Скитії і прабатьком скитів. 
Агатирс, разом з Гелоном, були змушені залишити Скитію, не впоравшись з умовою, яку поставив їм Геракл — натягнути його лук і підперізатися його батьківським поясом.
За іншою версією, батьком Агатирса і його братів не був Геракл, а Зевс, при цьому братам треба було підняти впалі з неба золоті предмети, що зумів зробити тільки Скит.
Згідно з Геродотом Агатирс був родоначальником західних скитів - агатирсів, які мешкали на території сучасного Банату та Дакії; Гелон — був епонімом міста Гелона та народу гелонів.